# In the Dark (serial telewizyjny)
In the Dark – amerykański serial (komedio-dramat) wyprodukowany przez Red Hour Films, CBS Studios oraz Warner Bros. Television Studios, który został stworzony przez April Blair. Serial jest emitowany od 4 kwietnia 2019 roku  przez The CW.

## Fabuła
Fabuła serialu skupia się na Murphy, niewidomej kobiecie, która jest świadkiem zabójstwa swojego przyjaciela, dilera. Policja nie wierzy w jej zeznanie. Kobieta postanawia znaleźć sprawcę na własną rękę, a pomaga jej pies przewodnik, Pretzel.

## Obsada

### Główna
- Perry Mattfeld jako Murphy[2]
- Rich Sommer jako Dean
- Brooke Markham jako Jess[2]
- Derek Webster jako Hank[3]
- Kathleen York jako Joy[3]
- Keston John jako Darnell[2]
- Levi jako Pretzel, pies Murphy

## Lista odcinków
| Sezon | Odcinki | Oryginalna emisja w The CW | Oryginalna emisja w The CW |
| Sezon | Odcinki | Premiera sezonu            | Finał sezonu               |
| ----- | ------- | -------------------------- | -------------------------- |
| 1     | 13      | 4 kwietnia 2019            | 27 czerwca 2019            |
| 2     | 13      | 16 kwietnia 2020           | 9 lipca 2020               |

### Sezon 1 (2019)
| Nr | #  | Tytuł                   | Reżyseria         | Scenariusz                 | Premiera (The CW) |
| -- | -- | ----------------------- | ----------------- | -------------------------- | ----------------- |
| 1  | 1  | Pilot                   | Michael Showalter | Corinne Kingsbury          | 4 kwietnia 2018   |
| 2  | 2  | Mommy Issues            | Brian Dannelly    | Amy Turner                 | 11 kwietnia 2018  |
| 3  | 3  | The Big Break           | Norman Buckley    | Lindsay Golder             | 18 kwietnia 2018  |
| 4  | 4  | The Graduate            | Patricia Cardoso  | Yael Zinkow                | 25 kwietnia 2018  |
| 5  | 5  | The Feels               | Ingrid Jungermann | Deagan Fryklind            | 2 maja 2018       |
| 6  | 6  | Tyson                   | Ryan McFaul       | David Babcock              | 9 maja 2018       |
| 7  | 7  | The One That Got Away   | Anna Mastro       | Ryan Knighton              | 16 maja 2018      |
| 8  | 8  | Jessica Rabbit          | Kyra Sedgwick     | Eric Randall               | 23 maja 2018      |
| 9  | 9  | Deal or No Deal         | Steve Tsuchida    | Kara Brown                 | 30 maja 2018      |
| 10 | 10 | Bait and Switch         | Randy Zisk        | Louisa Levy                | 6 czerwca 2018    |
| 11 | 11 | I Woke Up Like This     | David Grossman    | Kara Brown                 | 13 czerwca 2018   |
| 12 | 12 | Rollin' with the Homies | Janice Cooke      | Flint Wainess, Yael Zinkow | 20 czerwca 2018   |
| 13 | 13 | It's Always Been You    | Corinne Kingsbury | Corinne Kingsbury          | 27 czerwca 2018   |

### Sezon 2 (2020)
| Nr | #  | Tytuł                                           | Reżyseria                              | Scenariusz        | Premiera (The CW) |
| -- | -- | ----------------------------------------------- | -------------------------------------- | ----------------- | ----------------- |
| 14 | 1  | All About the Benjamin                          | John Francis Daley, Jonathan Goldstein | Corinne Kingsbury | 16 kwietnia 2020  |
| 15 | 2  | Cross My Heart and Hope To Lie                  | Brian Dannelly                         | Yael Zinkow       | 23 kwietnia 2020  |
| 16 | 3  | Son of a Gun                                    | Ryan McFaul                            | Flint Wainess     | 30 kwietnia 2020  |
| 17 | 4  | Deal Me In                                      | Jeff Chan                              | Ryan Knighton     | 7 maja 2020       |
| 18 | 5  | The Unusual Suspects                            | Ingrid Jungermann                      | Adrian A. Cruz    | 14 maja 2020      |
| 19 | 6  | The Truth Hurts                                 | David Grossman                         | Malarie Howard    | 21 maja 2020      |
| 20 | 7  | The Straw That Broke the Camel's Back           | Gandja Monteiro                        | Jess Burkle       | 28 maja 2020      |
| 21 | 8  | Codependence Day                                | Steven Tsuchida                        | Amy Turner        | 4 czerwca 2020    |
| 22 | 9  | How to Succeed in Business Without Really Dying | Clara Aranovich                        | Anna Fisher       | 11 czerwca 2020   |
| 23 | 10 | The Last Dance                                  | Steve Tsuchida                         | Chelsea Taylor    | 18 czerwca 2020   |
| 24 | 11 | Bad People                                      | David Grossman                         | Daniel Rogers     | 25 czerwca 2020   |
| 25 | 12 | Where Have You Ben?                             | Brian Dannelly                         | Karine Rosenthal  | 2 lipca 2020      |
| 26 | 13 | My Pride and Joy                                | Corinne Kingsbury                      | Yael Zinkow       | 9 lipca 2020      |

## Produkcja
Pod koniec stycznia 2018 roku, stacja  The CW zamówiła pilotowy odcinek serialu.
W marcu 2018 roku, poinformowano, że Perry Mattfeld, Brooke Markham, Keston John, Kathleen York oraz Derek Webster dołączyli do obsady.
12 maja 2018 roku stacja The CW zamówiła serial na sezon telewizyjny na sezon 2018/19..
25 kwietnia 2019 roku, stacja The CW przedłużyła serial o drugi sezon.
Na początku stycznia 2020 roku stacja The CW ogłosiła zamówienie trzeciego sezonu.